# Sandi Klavžar
Sandi Klavžar [sándi klávžar], slovenski matematik, * 5. februar 1962.
Sandi Klavžar je doktoriral iz matematike leta 1990 na Fakulteti za naravoslovje 
in tehnologijo Univerze v Ljubljani (mentor Wilfried Imrich, so-mentor Tomaž Pisanski).
Za pomembne znanstvene dosežke je leta 2000 prejel Zoisovo priznanje, za 
vrhunske znanstvene in razvojne dosežke na področju matematike je leta 2007 
prejel Zoisovo nagrado.
Raziskovalno se ukvarja s teorijo grafov in njenimi uporabami, zlasti v matematični kemiji ter s problemi Hanojskega stolpa. V osrednjih znanstvenih revijah s področja diskretne matematike je objavil prek 320 člankov. Objavil je naslednje knjige:
1. Product Graphs: Structure and Recognition (soavtor W. Imrich), Wiley, 2000, XV+358str.
2. Topics in Graph Theory (soavtorja W. Imrich, D.F. Rall), A K Peters, 2008,  XIV+205str.
3. Handbook of Product Graphs (soavtorja R. Hammack, W. Imrich), CRC Press, 2011, XVIII+518str.
4. The Tower of Hanoi — Myths and Maths (soavtorji A.M. Hinz, C. Petr, U. Milutinović), Springer, 2013, XV+335str.
5. The Tower of Hanoi — Myths and Maths, Second edition (soavtorja A.M. Hinz, C. Petr), Birkhäuser/Springer, 2018, XVIII+458 str.
6. Domination Games Played on Graphs (soavtorji B. Brešar, A.M. Henning, D.F. Rall), Springer, 2021, X+122str.

Deluje kot urednik revij Discrete Applied Mathematics, Ars Mathematica Contemporanea, Discussiones Mathematicae Graph Theory in Bulletin of the Malaysian Mathematical Sciences Society. Je član uredniških odborov številnih drugih revij, med drugim European Journal of Combinatorics, Graphs and Combinatorics ter MATCH Communications in Mathematical and in Computer Chemistry.
Bil je mentor 19 doktorskim študentom. V letih 2010-2012 je bil predsednik Društva matematikov, fizikov in astronomov Slovenije (DMFA). Vrsto let je deloval kot podpredsednik združenja International Academy of Mathematical Chemistry.